# 生命法庭
生命法庭是漫威漫畫中的虛構角色（“生命法庭”是從角色英文名The Living Tribunal中直譯，官方暫未有正式的中文譯名），此角色首次出現於1976年6月的《惊奇故事》的第157期中，由史丹·李，玛丽·塞维林，和贺伯特·林普共同創造。

## 人物形象
生命法庭是負責平衡和守護一切現實的最高法官，祂從漫威多元宇宙的誕生之初便已經存在，對多元宇宙之中及之外的所有生命負責，並監督和維持整個多元宇宙、巨宇宙乃至總宇宙的平衡。
生命法庭經常與其他漫威宇宙實體，例如永恆、無限等互動，並作為祂們的法官和裁决者。生命法庭常以一個巨大的金色巨人形象出現，頭部主要有三張臉，其中有兩張臉是部分遮蓋及完全遮蓋，三張臉分别代表不同的特質，還有一個空缺的地方可以呈現出第四張臉。生命法庭曾暗示第四張臉会成為陌客的臉。三張臉分别代表“平等”、“需要”和“復仇”，為每個宇宙三要素的三位一體。例如，在616號宇宙的三要素為行星吞噬者（平等），永恒（需要）和死亡（復仇）。在漫畫中說話的臉是為正面，即“平等”，“復仇”位於左邊，“需要”位於右邊。生命法庭的三張臉需要達成一致，判決才會正式生效。
即便是永恆、無限、死亡和湮滅等宇宙眾神，也受限於生命法庭的權威。與其他的宇宙實體不同，生命法庭没有在現實世界的對立存在，衪負責整個多元宇宙的所有裁決。生命法庭一般存在於“星庭”（Star Chamber）的維度，祂有一些稱為 Magistrati的代表，以便衪在不能現身的情況下處理宇宙中的判決。
生命法庭的判決不帶有任何個人色彩，完全取決於整個宇宙的利益。因此，衪會為了多數生命的利益而犧牲少數生命的利益，不會給予任何種族優先權或特别的關注。
生命法庭是多元宇宙中無所不能，無所不知，無所不在的強大存在，其實力超過所有其他角色。在漫畫中，只有獲得了宇宙之心的薩諾斯及超越者曾擊敗祂。此外，鋼鐵人和觀察者奧圖曾在月球上發現生命法庭乾枯的軀體。
在《Time Runs Out》中，生命法庭為了阻止多元宇宙的毁滅而死於與超越者的戰鬥中。
亞當術士曾被One-Above-All任命為新的生命法庭並且掌管全能宇宙。 在行星吞噬者變為行星復甦者後，宇宙實體中的混沌和秩序認為行星復甦者會讓宇宙失去平衡，於是要求亞當術士作出裁決，但亞當裁定這是“新宇宙的新平衡”後，混沌和秩序聯手殺死了亞當。

## 概述

### 角色事迹
生命法庭最早露面是在上世纪六十年代连载的的Strange Tales#157 - 163，阻止了 Doctor Strange 毁灭地球。之后再向 Doctor Strange介绍了O-A-A之后整整十年没有出现。再次出现是在1983年，并再次阻止了平行世界的Korvac毁灭地球。再之后就是闹得天崩地裂的秘密战争了。
秘密战争后，1989年，生命法庭再次出现在了银色滑翔者等系列漫画里。并且成功劝阻了白凤凰妄图删除某个宇宙。再之后，则是无限战争引发的无限手套事件Infinity Gauntlet和Infinity Watch无限守望。
之后，生命法庭又整整10年没有露面，直到03年的THE END和06年的She-Hulk。
生命法庭的事迹很牛的很多。阻止Doctor Strange和Korvac在当年看来似乎颇了不起，但是那其实不过是法庭初露锋芒的牛刀小试。无限守望里用一个响指就把威力异常巨大的无限宝石变成了一堆毫无用处的石头堪称是生命法庭显示绝对全能之力的杰作。不过法庭也偶尔会突然被一些非常有来头的超级新人们或者超级反派杀死。
比如在秘密战争中，他率领一大群宇宙神明群殴Pre-Recton-Beyonder，结果反被当时代表着整个omniverse的Pre-Recton-Beyonder直接一击秒杀(後來的漫畫說明只是假象)。在银河守护者Guardians Of The Galaxy中，还曾被门徒复制能力之后打败。03年的大事丄件THE END，再次率领一大群宇宙神明群殴得到宇宙之心的Thanos，结果还是被对方直接秒杀，而且还连带着整个616主宇宙都被摧毁成了一片虚无。

### 死亡事件
2003年漫威大事件《THE END》中，生命法庭被获得宇宙之心的灭霸杀死。宇宙之心是漫威多元宇宙核心能量T-O-A-A维持多元宇宙秩序的工具， （此灭霸为平行宇宙Earth-4321的人物，并非主宇宙Earth-616人物）
生命法庭之死
2013年漫威大事件前传支线《新复仇者V3》里，被证实生命法庭被超越神族杀死抛尸在月球。（超越神族是漫威在2015的《秘密战争Too》里被证实）
2016年《终极战队V3》中，新生命法庭亚当在审判金色吞星时，被第一苍穹腐化的秩序趁机与混沌联手击杀并取代了他，在结尾时又复活出现
2018年《灭霸》个人刊中，未来的帝王灭霸击杀了生命法庭。
2018年《无限争端》新法庭亚当被使用现实控制器（AAO的武器）的灭霸吸收(灭霸此时的力量已经接原始分子人了）

### 全新全异
全新全异亚当术士（此亚当来自平行宇宙Earth-19141）被OAA任命为新的生命法庭并且掌管全能宇宙。
新生命法庭亚当
一旦自身流溢出的零星半点能量就能终结整个全能宇宙，当然祂也能创造了新的全能宇宙。

## 能力
生命法庭几乎无比强大，是一位几乎无所不能和无所不知的抽象存在。在漫威漫画中，Above-All-Others授权生命法庭监督和维持所有现实的平衡，包括全能宇宙（omniverse）之中所有的超大宇宙，以及所有的超大宇宙之中所有的多元宇宙（每个多元宇宙都包含无限个单体宇宙）。一般来讲，生命法庭只在必要的时候出现，他的审判可以影响整个全能宇宙（omniverse）。生命法庭的力量显然是几乎无限的，从他有能力使无限宝石（所有的无限宝石集合在一起可使收集者几乎全知全能）无法合并使用这一点就可看出生命法庭的异常强大。

## 人物事件
生命法庭第一次在漫画中出现是当地球-616宇宙的巫师奇异博士将惡魔Zom召唤到地球对抗巫师Umar的时候。生命法庭因为Zom将要毁灭人类而被迫现身并将它驱逐，但是Zom是如此的邪恶以至于单单它的现身已经污染了地球上的生命，生命法庭告知奇异博士为了整个宇宙的平衡它要毁灭地球。但是经过奇异博士的一系列努力，污染得以消除，地球幸免于难，宇宙善恶的平衡得以恢复。
(由於此次登場的生命法庭其身分並非總宇宙法官，而是16維度的守護者，所以也有讀者認為此次登場的是 Magistrati 。)
生命法庭后来在宇宙骑士（Galador 星人）罗姆面前出现。

## 其他媒體

### 電影
- 漫威電影宇宙
  - 《奇異博士》（2016年）：莫道男爵向「奇異博士」史蒂芬·史傳奇展示武器時曾提及。
  - 《奇異博士2：失控多元宇宙》（2022年）：「奇異博士」史蒂芬·史傳奇與「美國小姐」美莉卡·查韋斯在穿越多重宇宙時曾於生命法庭面前經過。
  - 《雷神奇俠4：愛與雷霆》（2022年）：與其餘4位宇宙實體：觀察者、死亡、永世（英语：Eon）及無限一同以雕像形式出現於永恆神廟中。

### 電視劇
- 漫威電影宇宙
  - 《洛基》（2021年）：第5集於「虛無」之地中出現其雕像。

## 註腳
1. ↑  New Avengers (vol. 3) #8 (July 2013)
2. ↑  New Avengers vol. 3 #30 (April 2015)
3. ↑  Thanos: The Infinity Finale (April 2016)
4. ↑  Ultimates 2 #2
5. ↑  Strange Tales #157 - 163 (Jun. - Dec. 1967)
6. ↑  Rom #41 (April 1983)

- Does the Living Tribunal Die in New Avengers #8? （页面存档备份，存于）
- Living Tribunal #213 - Human Torch TP vol. 1 - Burn Digest （页面存档备份，存于）
- Living Tribunal #211 - X-Factor vol. 3 - Many Lives of Madrox TP （页面存档备份，存于）

## 外部連結
- Living Tribunal （页面存档备份，存于） （Marvel.com）